# Batalla de Atuntaqui
La batalla de Atuntaqui (también llamada de Hatuntaqui o Tontaqui) fue un presunto enfrentamiento militar librado entre las fuerzas del Imperio inca y los rebeldes de Quitu a inicios del siglo XVI d. C..

## Antecedentes
Hacia finales del siglo XV d. C. el Sapa Inca Túpac Yupanqui conquistó a las tribus del actual Ecuador, incluyendo a los quitus, caras, puruháes, cañaris, paltas y demás, sin embargo, entre 1510 y 1520 aproximadamente, estas etnias se sublevaron contra su hijo y sucesor, Huayna Cápac.
Tras un éxito inicial, los rebeldes liderados por Cacha (Caccha) se hallaban en una situación crítica. Presionados cada vez más hacia el norte intentaron en vano detener a los incas con una política de tierra arrasada para negarles suministros pero estos rápidamente los compensaron trayéndolos desde el sur, junto a nuevos contingentes de soldados.
El golpe de gracia lo dio el general cusqueño Auqui Toma cuando tras una feroz contienda, en la que desatacaron los príncipes Atahualpa y Ninan Cuyuchi, logró someter a los pastos y quillacingas, los pueblos más septentrionales del imperio, pudiendo encerrar a los rebeldes en el actual centro-norte de Ecuador.
Tras la caída de Quitu, el Inca tomo las fortalezas de Cochasquí y Guacchalá, de los caranquis. Cacha arribó a Taita, baluarte de los otavalos con sus generales Nazacota de Puento, Píntag (Píntac) y Quivi. Al no tener más opción, Cacha presentó batalla con sus últimas fuerzas al Inca cerca de ahí, en Atuntaqui.

## La batalla
Huayna Cápac llegó a Atuntaqui en persecución de los rebeldes derrotados, iba acompañado de sus generales Auqui Toma y Huanca Auqui (Guanca Auqui). Rápidamente puso bajo asedio el pucará y al amanecer del día siguiente lo asaltaron, fueron rechazados y uno de sus flancos se desbandó aunque Auqui Toma intento reagruparlas sin éxito, mientras que el otro al mando de Huanca Auqui resistía a la desesperada. Finalmente en el centro, donde Huayna Cápac tenía éxito fue atacado por Píntag, siendo rodeado y de no ser por la acción de cuatro capitanes que se sacrificaron para rescatarlo hubiera sido muerto. 
El Inca tuvo que retroceder hasta Tomepampa y con nuevas tropas atacó de nuevo el fuerte, la lucha fue terrible y duró diez días. En la última jornada las tropas del general Auqui Toma se ubicaron en las laderas cercanas secretamente, durante la batalla atacaron por un flanco envolviendo al enemigo. Un noble cusqueño (Orejón) arrojó una jabalina contra Cacha la que lo mató en el acto. Tras esto los quiteños perdieron la voluntad de pelear y huyeron.

## Consecuencias
Tras la muerte de Cacha la rebelión quedó prácticamente liquidada, sin embargo, aún faltaba por conquistar a los últimos baluartes insurrectos. El episodio final de esta guerra se dará en Yahuarcocha.